# Jordi Sans
Jordi Sans Juan (ur. 3 sierpnia 1965 w Barcelonie) – hiszpański piłkarz wodny. Dwukrotny medalista olimpijski.
Mierzący 180 cm wzrostu zawodnik w 1992 w Barcelonie wspólnie z kolegami zajął drugie miejsce. Cztery lata później znalazł się wśród mistrzów olimpijskich. Brał także udział w IO 84, IO 88 i IO 2000 (pięć startów). Był medalistą mistrzostw świata (złoto w 1998).